# Spraakkanaal

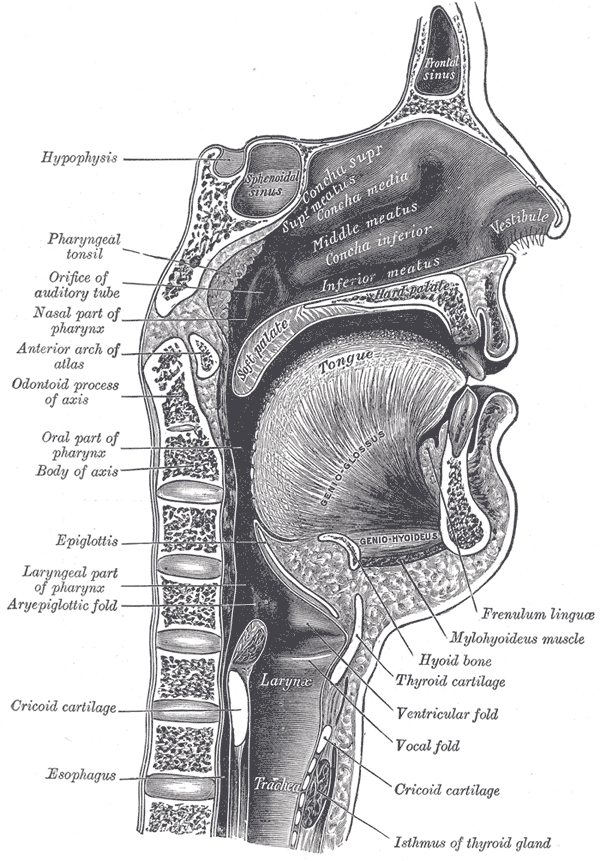
Schematische doorsnede van het menselijke spraakkanaal

Het spraakkanaal (of: aanzetstuk) is het geheel aan holten dat zich tussen de stemplooien enerzijds en de mond- en neusopeningen anderzijds bevindt. Door met behulp van de articulatoren deze holten te vervormen, kan iemand de uit de longen geperste lucht, die al dan niet door de stemplooien in trilling is gebracht, een bepaalde klank meegeven.
Daar mensen, waar het spraakklanken betreft, beschikken over een categorische perceptie, is het hun mogelijk aan op dergelijke wijze geproduceerde klankreeksen betekenis toe te kennen.